# Werner Wittig (Künstler)
Werner Wittig (* 25. Oktober 1930 in Chemnitz; † 31. Dezember 2013 in Radebeul) war ein deutscher Maler, Holzstecher und Druckgrafiker.

## Leben und Werk
Wittig absolvierte von 1945 bis 1948 in Chemnitz eine Lehre als Bäcker. Kurz danach verlor durch einen Unfall die linke Hand, während die Rechte schwer beschädigt wurde. Von 1948 bis 1952 arbeitete er in Chemnitz als kaufmännischer Angestellter. Er machte eine Umschulung als Industriekaufmann und erlernte ab 1949 an der Volkshochschule in Abendkursen bei Kurt Reuter (1908–1978) das Malen und Zeichnen. Gefördert durch den Direktor der Chemnitzer Kunstsammlungen, Friedrich Schreiber-Weigand, studierte Wittig von 1952 bis 1957 an der Hochschule für Bildende Künste in Dresden bei Erich Fraaß, Hans Theo Richter und Max Schwimmer. Von 1957 bis 1958 arbeitete er als freiberuflicher Kunsterzieher in Riesa. 1958 zog er nach Radebeul. Seitdem arbeitete er dort als freischaffender Künstler, wobei er u. a. bis 1961 die Grafikwerkstatt des Verbands Bildender Künstler im Bezirk Dresden aufbaute, die er auch leitete.
Im Jahr 1970 hatte Wittig seine erste größere Einzelausstellung mit Gemälden und Grafiken in der Kunstausstellung Kühl in Dresden. Ab jenem Jahr erarbeitete er sich die Technik des Holzrisses, dessen Farbvariante er Mitte der 1970er Jahre entwickelte. Erste farbige Exemplare gestaltete er 1975. Vor allem mit diesen Farbholzrissen „von bis zu sieben Druckstöcken in ebenso vielen Farben“ zählt er zu den „renommiertesten Vertretern des Künstlerhochdrucks in Deutschland“. Als Beispiel sei der von 1999 stammende Farbholzriss Am Wasser genannt. Sein Hauptthema war seit etwa 1976 die Kombination der Genres Landschaft und Stillleben. In jenem Jahr nahm er an der 7. Internationalen Triennale für farbige Druckgrafik in Grenchen in der Schweiz teil. Wittig war 1976 zusammen mit Gunter Herrmann Mentor für Horst Hille zur Aufnahme in den Verband Bildender Künstler.
Wittig war von 1957 bis 1990 Mitglied des Verbands Bildender Künstler der DDR. Er hatte in der DDR eine bedeutende Anzahl von Einzelausstellungen und war an den meisten wichtigen zentralen Ausstellungen beteiligt, u. a. von 1958 bis 1988 an allen Deutschen Kunstausstellungen bzw. Kunstausstellungen der DDR in Dresden. Seine erste Einzelausstellung in der Bundesrepublik Deutschland durch die Galerie Döbele in Ravensburg hatte er 1981. 1985 durfte er nach Italien reisen. Zu seinem 60. Geburtstag 1990 stellte Wittig erneut in der Kunstausstellung Kühl in Dresden aus. Seitdem folgten diverse weitere Ausstellungen.

## Ehrungen (Auswahl)
- 1957 und 1959:  Max-Pechstein-Preis
- 1976: 1. Preis für Farbgrafik bei 100 ausgewählte Grafiken der DDR
- 2000: Hans-Theo-Richter-Preis der Sächsischen Akademie der Künste
- 2000: Kunstpreis der Großen Kreisstadt Radebeul
- 2022: Benennung eines Wegs in Radebeul nach Wittig[5]

## Museen und öffentlichen Sammlungen mit Werken Wittigs (mutmaßlich unvollständig)
- Galerie Albstadt
- Akademie der Künste Berlin
- Berlinische Galerie[6]
- Kunsthalle Bremen
- Kunstsammlungen Chemnitz/Graphische Sammlung
- Galerie Neue Meister Dresden
- Kupferstichkabinett Dresden
- Kunstfonds des Freistaats Sachsen
- Städtische Galerie Dresden
- Staatliche Kunstsammlung Krakau
- Städtisches Kunstmuseum Spendhaus Reutlingen
- Kunsthalle Rostock
- Staatliche Kunstsammlung Skopje
- Staatsgalerie Stuttgart